# Pagny-la-Blanche-Côte
Pagny-la-Blanche-Côte is een gemeente in het Franse departement Meuse (regio Grand Est) en telt 222 inwoners (1999). De plaats maakt deel uit van het arrondissement Commercy.

## Geografie
De oppervlakte van Pagny-la-Blanche-Côte bedraagt 12,6 km², de bevolkingsdichtheid is 17,6 inwoners per km².
De onderstaande kaart toont de ligging van Pagny-la-Blanche-Côte met de belangrijkste infrastructuur en aangrenzende gemeenten.

## Demografie
Onderstaande figuur toont het verloop van het inwonertal (bron: INSEE-tellingen).